# Мэгуро, Моэ
Мо́э Мэгу́ро (яп. 目黒 萌絵 Мэгуро Моэ, род. 20 ноября 1984, Минамифурано) — японская кёрлингистка.
В составе женской сборной Японии участник зимних Олимпийских игр 2006 и 2010; участник трёх чемпионатов мира, пяти Тихоокеанско-азиатских чемпионатов (чемпион в 2004), бронзовый призёр зимней Универсиады 2007, участник зимних Азиатских игр. Чемпион Японии среди женщин. В составе юниорской женской сборной Японии участник чемпионатов мира.
В «классическом» кёрлинге (команда из четырёх человек одного пола) играла в основном на позициях четвёртого. Была скипом команды.
В июне 2010 года объявила о завершении спортивной карьеры.

## Достижения
- Тихоокеанско-азиатский чемпионат по кёрлингу: золото (2004), серебро (2007, 2009), бронза (2006, 2008).
- Чемпионат Японии по кёрлингу среди женщин: золото (2007)[4].
- Зимняя Универсиада: бронза (2007).

## Команды
| Сезон   | Четвёртый    | Третий          | Второй          | Первый          | Запасной                                                | Турниры                                            |
| ------- | ------------ | --------------- | --------------- | --------------- | ------------------------------------------------------- | -------------------------------------------------- |
| 1999—00 | Моэ Мэгуро   | Сакурако Тэрада | Maya Meguro     | Miki Meguro     | Yuka Murakami тренеры: Fuji Miki, Tomiyasu Goshima      | ЧМЮ 2000 (5 место)                                 |
| 2000—01 | Моэ Мэгуро   | Сакурако Тэрада | Maya Meguro     | Miki Meguro     | Yuka Murakami тренер: Tomiyasu Goshima                  | ЧМЮ 2001 (4 место)                                 |
| 2004—05 | Юмиэ Хаяси   | Аюми Онодэра    | Сакурако Тэрада | Моэ Мэгуро      | Мари Мотохаси тренеры: Kenichi Sato, Fuji Miki          | ТАЧ 2004                                           |
| 2005—06 | Аюми Онодэра | Юмиэ Хаяси      | Мари Мотохаси   | Моэ Мэгуро      | Сакурако Тэрада тренеры: Синъя Абэ, Fuji Miki           | ЗОИ 2006 (7 место)                                 |
| 2006—07 | Моэ Мэгуро   | Мари Мотохаси   | Маё Ямаура      | Сакурако Тэрада | Megumi Mabuchi тренер: Синъя Абэ                        | ТАЧ 2006                                           |
| 2006—07 | Моэ Мэгуро   | Мари Мотохаси   | Маё Ямаура      | Сакурако Тэрада | Асука Ёго тренер: Синъя Абэ                             | ЗУ 2007 · ЧЯЖ 2007 · ЧМ 2007 (8 место)             |
| 2007—08 | Моэ Мэгуро   | Мари Мотохаси   | Маё Ямаура      | Котоми Исидзаки | Анна Омия тренеры: Синъя Абэ (ТАЧ, ЧМ), Fuji Miki (ТАЧ) | ТАЧ 2007 · ЧМ 2008 (4 место)                       |
| 2008—09 | Моэ Мэгуро   | Мари Мотохаси   | Маё Ямаура      | Котоми Исидзаки | Анна Омия тренеры: Синъя Абэ, Fuji Miki                 | ТАЧ 2008                                           |
| 2009—10 | Моэ Мэгуро   | Анна Омия       | Мари Мотохаси   | Котоми Исидзаки | Маё Ямаура тренер: Синъя Абэ                            | ТАЧ 2009 · ЗОИ 2010 (8 место) · ЧМ 2010 (11 место) |

(скипы выделены полужирным шрифтом)

## Частная жизнь
Выпускница Университета Хиросаки.